# NGC 3261
NGC 3261 est une galaxie spirale barrée située dans la constellation des Voiles. NGC 3261 a été découverte par l'astronome britannique John Herschel en 1836.

## Caractéristiques
Sa vitesse par rapport au fond diffus cosmologique est de 2 852 ± 2 km/s, ce qui correspond à une distance de Hubble de 42,1 ± 3,0 Mpc (∼137 millions d'al).
À ce jour, deux mesures non basées sur le décalage vers le rouge (redshift) donnent une distance de 27,000 ± 9,051 Mpc (∼88,1 millions d'al), ce qui est à l'extérieur des valeurs de la distance de Hubble. Notons que c'est avec la valeur moyenne des mesures indépendantes, lorsqu'elles existent, que la base de données NASA/IPAC calcule le diamètre d'une galaxie et qu'en conséquence le diamètre de NGC 3261 pourrait être d'environ 62,3 kpc (∼203 000 al) si on utilisait la distance de Hubble pour le calculer.

### Luminosité
La classe de luminosité de NGC 3262 est II et elle présente une large raie HI. C'est aussi une galaxie caractérisée par une émission de raie H-Alpha de l'hydrogène.
La luminosité de la galaxie NGC 3261 dans l'infrarouge lointain (de 40 à 400 µm)  est égale à 2,63 × 1010 {\displaystyle L_{\odot }} (1010,42{\displaystyle L_{\odot }}) et sa luminosité totale dans l'infrarouge (de 8 à 1 000 µm) est de 5,37 × 1010 {\displaystyle L_{\odot }} (1010,73{\displaystyle L_{\odot }}).

## Morphologie
NGC 3261 a été utilisée par Gérard de Vaucouleurs comme une galaxie de type morphologique SB(rs)b dans son atlas des galaxies,.
Eskridge, Frogel et Pogge ont publié un article en 2002 décrivant la morphologie de 205 galaxies spirales ou lenticulaires rapprochées. Les observations ont été réalisées dans la bande H de l'infrarouge et dans la bande B (le bleu). Selon Eskridge et ses collègues, NGC 3261 est de type SAB(r)b dans la bande B et SB(r)a dans la bande H. Le noyau de NGC 3261 est brillant et condensé au centre de la galaxie. Il est traversé par une barre de faible brillance de surface. Deux bras de brillance encore plus faible croisent la barre, mais il n'émergent pas des extrémités de celle-ci. Ils forment plutôt un pseudo-anneau intérieur presque complet. Au-delà de la barre, les bras se détachent de l'anneau et ils peuvent être suivis sur plus de 180°. Ces bras sont diffus et ils présentent des pliures évidentes en plusieurs endroits. Le bras à l'est présente une ligne de crête bien définie sur environ 120° au-delà de l'extrémité de la barre, puis il tourne brusquement et devient très diffus. Le bras l'ouest n'est jamais aussi bien défini, mais il peut être suivi beaucoup plus loin avant de disparaître

## Supernova
Deux supernovas ont été découvertes dans NGC 3261 : SN 1997Z et SN 2008fw.

### SN 1997Z
Cette supernova a été découverte le 10 février 1997 par R. Martin, A. Williams, et S. Woodings de l'observatoire de Perth. Cette supernova était de type II.

### SN 2008fw
Cette supernova a été découverte par l'astronome 19 septembre 2008 par l'astronome amateur sud africain Berto Monard. Cette supernova était de type Ia.

## Groupe de NGC 3261
NGC 3261 est le membre la plus brillant d'un trio de galaxies qui porte son nom. Les deux autres galaxies principales du groupe de NGC 3261 sont NGC 3256C (PGC 30873) et NGC 3256. Ce trio de galaxies fait partie du superamas de l'Hydre-Centaure.